# Evangelische Kirche (Niederbiel)

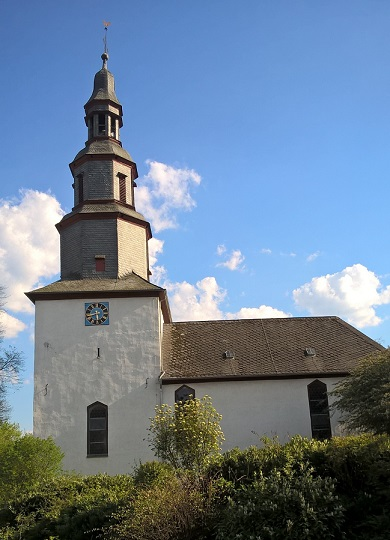
Kirche von Norden

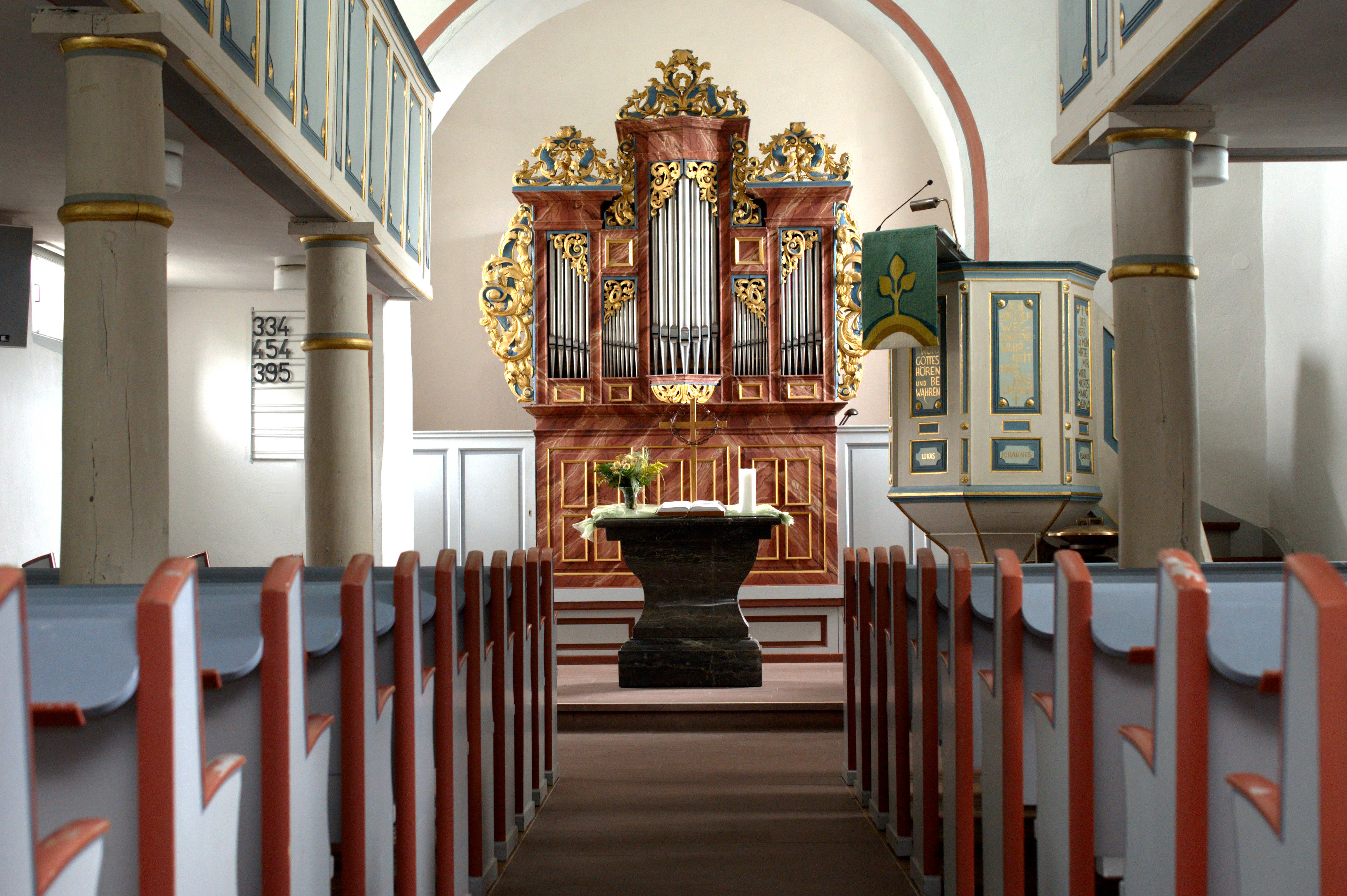
Innenansicht der Kirche

Die evangelisch-reformierte Kirche in Niederbiel in der Stadt Solms im Lahn-Dill-Kreis in Hessen ist eine denkmalgeschützte Saalkirche. Der romanische Chorturm stammt aus dem 13. Jahrhundert und erhielt im 18. Jahrhundert seinen hohen, dreigeschossigen Haubenhelm mit offener Laterne. Das Schiff wurde im 17. Jahrhundert angebaut.

## Geschichte
Der Turm wurde im 13. Jahrhundert errichtet und diente ursprünglich als Wehrturm, der nur von Norden aus zugänglich war. Einer Sage zufolge diente eine hölzerne Eigenkirche im Bereich der ältesten Siedlung als Vorgängerbau der steinernen Kirche. Die (steinerne) Kirche wird erstmals in einer Urkunde vom 3. April 1324 erwähnt, in der die Abgaben eines Arnolt, genannt Smeuche von Nederenbele für den Unterhalt von Altar und Priester geregelt wurden. Die Kirche hatte zwei Altäre, die den Heiligen Stephanus und Christophorus geweiht waren. Im Mittelalter bildeten Niederbiel als Filial- und Oberbiel als Mutterkirche ein gemeinsames Kirchspiel. Albshausen und Steindorf wurden später nach dem Sendort Oberbiel eingepfarrt. Niederbiel war im Mittelalter dem Archipresbyterat Wetzlar im Archidiakonat St. Lubentius Dietkirchen in der Erzdiözese Trier zugeordnet. Bis 1422 hatten die Herren von Cleen und von Werdorf das Patronatrecht inne und schenkten es in diesem Jahr dem bedürftigen Kloster Altenberg, dem die Kirchengemeinden dann inkorporiert wurden. Im 15. Jahrhundert erhielt die Kirche ein hölzernes Kirchengestühl.
Mit Einführung der Reformation Mitte des 16. Jahrhunderts wechselte die Kirchengemeinde zum evangelischen Bekenntnis.
Um 1680 wurde das Nordportal des Turms zugemauert und das Schiff im Westen angebaut. Dem romanischen Turmschaft wurde im 18. Jahrhundert ein barocker Turmaufbau aufgesetzt.
Die mittelalterliche St.-Anna-Glocke wurde im Ersten Weltkrieg zu Rüstungszwecken abgeliefert und 1925 ersetzt. Im Jahr 1943 ereilte diese dasselbe Schicksal, sodass die Kirchengemeinde 1950 eine neue Glocke anschaffte. Das Oberbieler Kirchspiel wurde zum 1. Juli 1954 aufgelöst und Niederbiel eine selbstständige Kirchengemeinde.
Anfang der 1960er Jahre erhielt die Kirche einen weißen Außenputz. 1967/1968 wurde der abgängige, hölzerne Glockenstuhl ersetzt. Eine Innenrenovierung erfolgte in den 1990er Jahren, die eine Restaurierung des barocken Orgelprospekts einschloss. In diesem Zuge wurde die Orgel, die bisher auf einer Ostempore stand, ebenerdig aufgestellt und wurden die drei Felder des Untergehäuses, die Bibelverse trugen, in der ursprünglichen Form ohne Inschriften wiederhergestellt. Der achtseitige Schalldeckel der Kanzel wurde entfernt.
Die Niederbieler Kirchengemeinde gehörte bis Ende 2018 zum Kirchenkreis Braunfels in der Evangelischen Kirche im Rheinland, der 2019 in den Evangelischen Kirchenkreis an Lahn und Dill aufging. Zum 1. April 2021 sind Niederbiel und Oberbiel eine pfarramtliche Verbindung eingegangen.

## Architektur

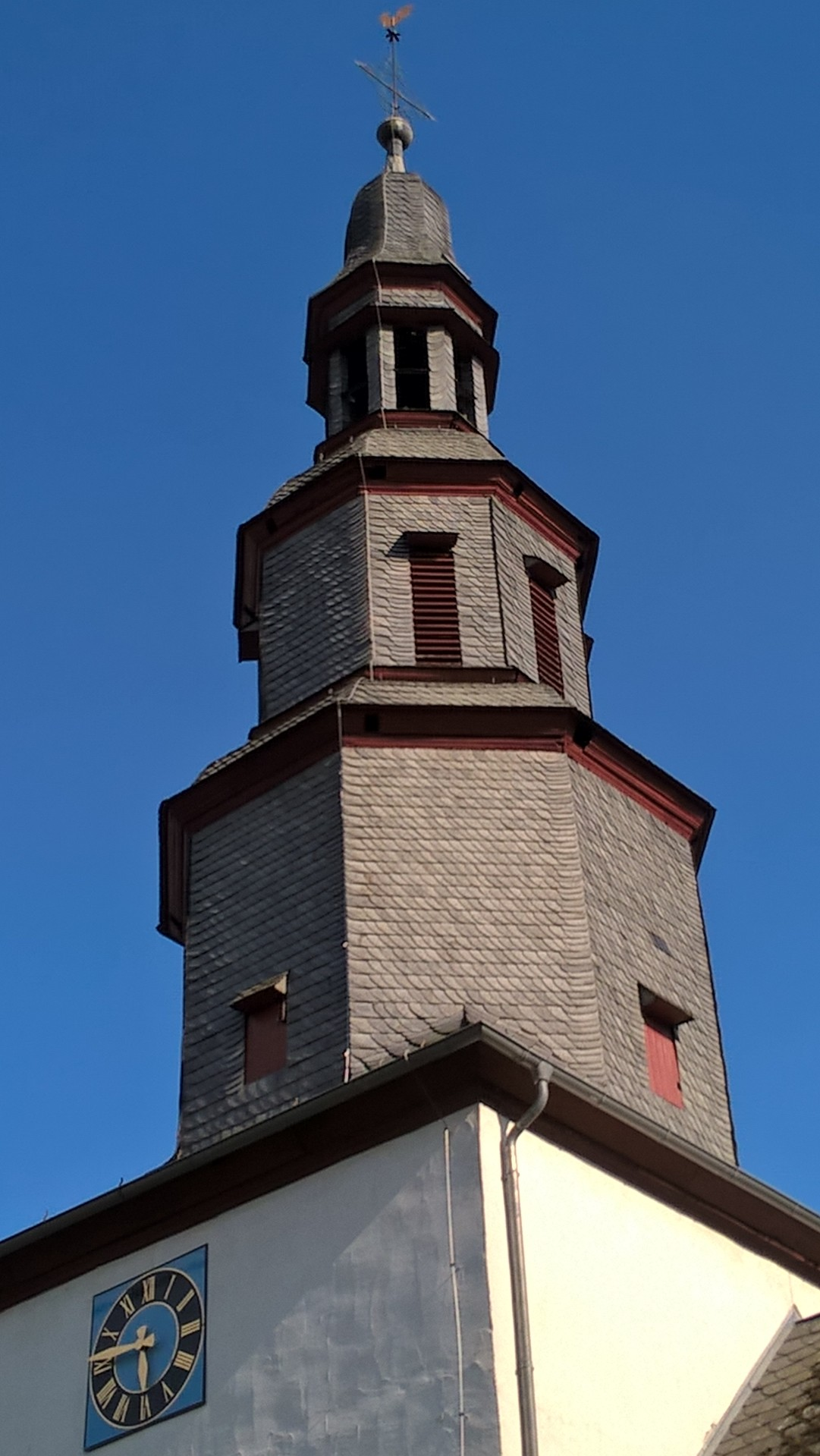
Turm von Nordwesten

Die annähernd geostete Saalkirche ist im Süden des alten Dorfkerns auf einer Terrasse über dem Lahntal errichtet. Sie steht inmitten des alten Friedhofs, dessen Umrisse sich noch im Gelände abzeichnen.
Der gedrungene Chorturm auf quadratischem Grundriss aus romanischer Zeit war ursprünglich wehrhaft, was an den Schießscharten erkennbar ist. Unterhalb der Traufe sind im Norden und Süden die blauen Ziffernblätter für die Turmuhr angebracht. Über dem aufgemauerten, weiß verputzten Turmschaft, der eine Höhe von 11 Metern erreicht, vermittelt ein Zeltdach zum vollständig verschindelten Helmaufbau. Die oktogonalen Geschosse verjüngen sich nach oben und werden mit geschwungenen Hauben abgeschlossen. Die offene Laterne mit Welscher Haube wird von einem Turmknauf, schmiedeeisernen Kreuz und einem vergoldeten Wetterhahn in 25 Meter Höhe bekrönt. Die Glockenstube beherbergt zwei Glocken, von denen eine 1950 durch eine Glocke der Firma Rincker ersetzt wurde (1,02 m Durchmesser, 650 kg, Schlagton g1). Sie trägt wie ihre Vorgängerin die Inschrift: „Für die Schwester erstand ich, die dem Kriege ward geweiht, an die Helden ermahn ich, zur Seligkeit“. Die kleinere, ältere Glocke (0,85 m Durchmesser, Schlagton b1) wurde 1779 von Nic. Bernhard gegossen. Das ehemalige Nordportal ist vermauert und verputzt. Das Nordfenster ist spitzbogig, im Osten und Süden sind kleine Rundbogenfenster eingelassen.
Der Saalbau wird von einem verschindelten Walmdach bedeckt und an den Langseiten durch je zwei hohe Fenster des 18. Jahrhunderts belichtet. Die Fenster haben im Süden rundbogige Laibungen, im Norden sind sie flach spitzbogig und haben nur innen eine Laibung. Das alte Portal im Westen der Nordwand ist heute vermauert. Das farbige Glasfenster bei der Kanzel gestaltete Andreas Felger mit dem figürlichen Motiv einer Weinrebe. Das Gebäude wird durch ein rechteckiges Westportal unter einem modernen, verschieferten Vorbau erschlossen.

## Ausstattung

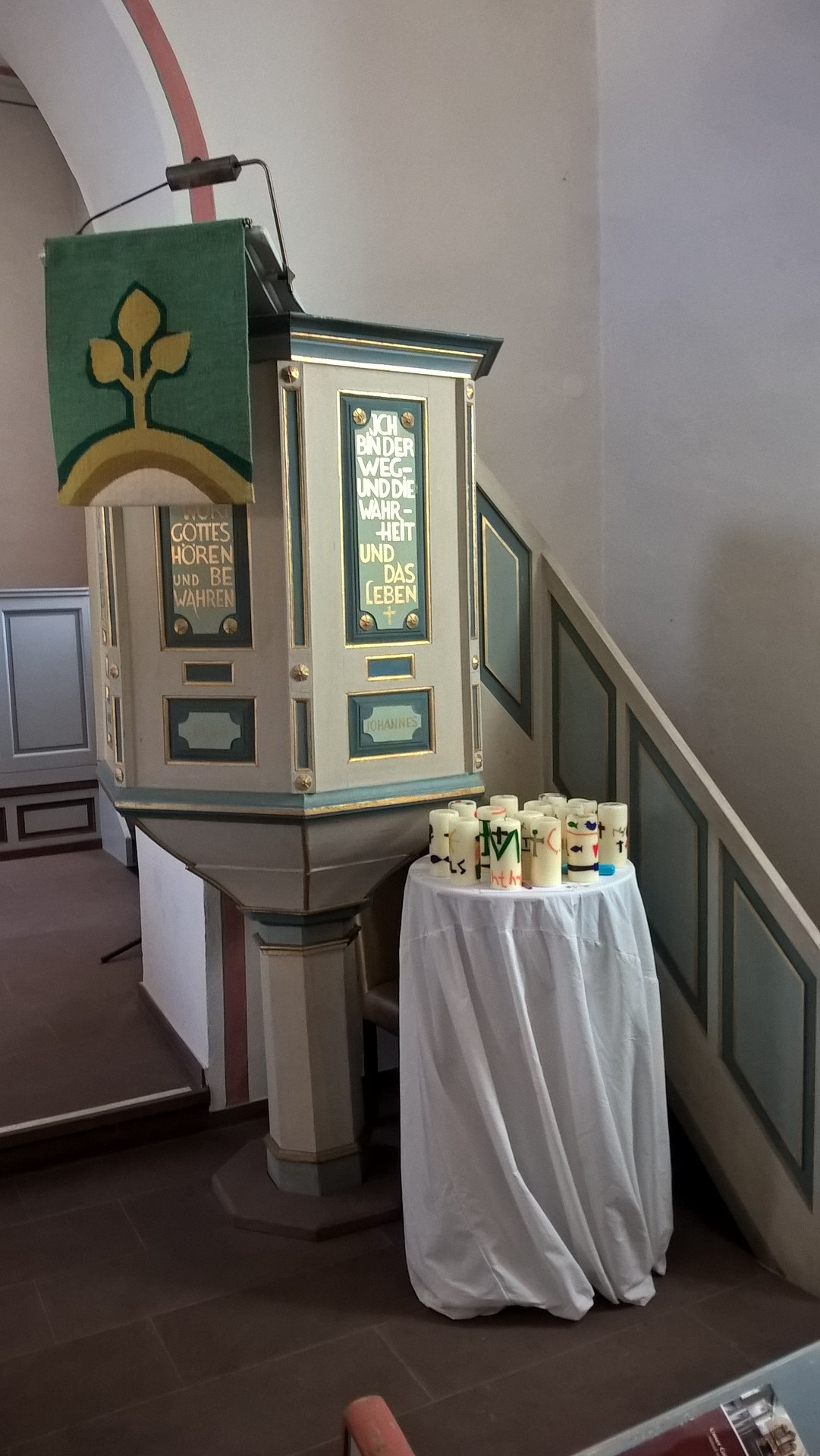
Kanzel

Ein großer Rundbogen öffnet den flachgedeckten Chor zum Kirchenschiff. Der Innenraum des Saals wird von einer Flachdecke mit Unterzug abgeschlossen und von einer dreiseitig umlaufenden, hölzernen Empore beherrscht, die auf sechs Säulen mit vergoldeten Wülsten ruht. Der nördliche Teil stammt noch aus der Erbauungszeit der Kirche, die Südempore wurde Ende des 19. Jahrhunderts eingebaut. Die Empore bietet etwa 100 Personen Platz. Ihre Brüstung hat kassettierte Füllungen, die hellblau gefasst sind. An der Südseite ist die Empore gegenüber der Nordseite verkürzt, um Raum für die Kanzel zu lassen, die vor dem südlichen Chorbogen aufgestellt ist.
Die polygonale, hölzerne Kanzel ohne Schalldeckel ruht auf einem achteckigen Fuß und ist über den gewinkelten Kanzelaufgang zugänglich. Die fünf Kanzelfelder haben im unteren Bereich zwei kleine querrechteckige Füllungen, im oberen große hochrechteckige Füllungen, die alle hellblau gefasst sind und vergoldete Profile haben. Sie sind mit Bibelversen in Goldschrift verziert, die aus den vier Evangelien und dem Psalmen stammen: Mt 28,20 , Mk 9,23 , Mt 28,20 , Joh 14,6  und Ps 23,1 .
Das schlichte, hölzerne Kirchengestühl lässt einen Mittelgang frei und bietet Platz für etwa 100 Personen. Der Altar mit geschwungenem Fuß im Chorraum ist aus dunklem, massivem Lahnmarmor gefertigt und über Rollen beweglich. Das Taufbecken wurde 1880 erworben und besteht aus einer Schale mit Deckel auf einem dreifüßigen Gestell aus Bronze. Vor dem Portal steht möglicherweise ein alter Taufstein, der als Blumenkübel Verwendung findet. Der Fußboden ist mit Platten aus rotem Sandstein belegt.

## Orgel

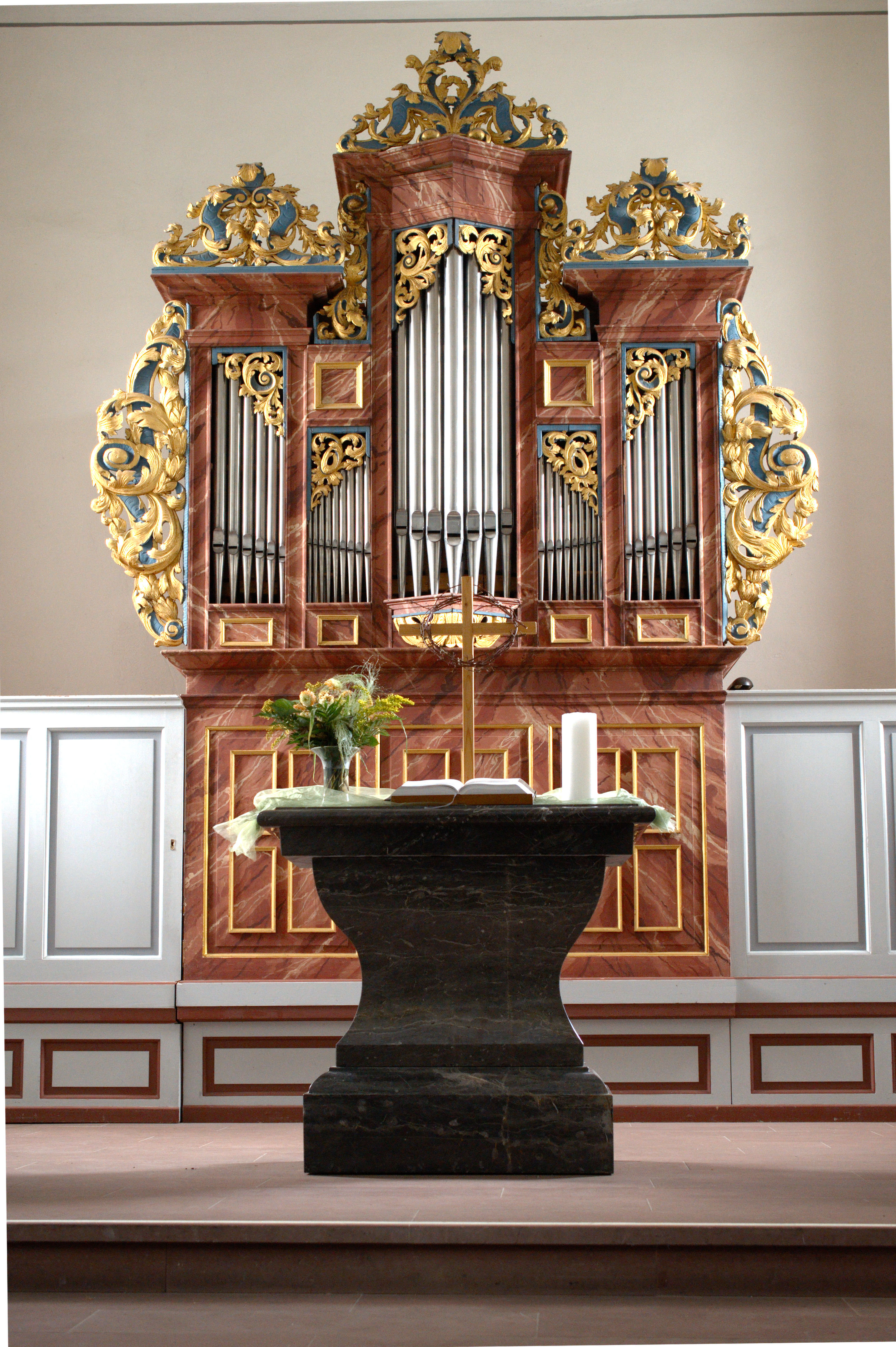
Orgel mit barockem Prospekt

Johann Friedrich Dreuth stellte 1763 eine Orgel eines unbekannten Erbauers (aus der Zeit um 1700) an der Ostseite der Kirche auf. Sie verfügte über zwölf Register, darunter eine Gamba 8′ und Octave 1′, und stand ursprünglich in der Hospitalkirche in Wetzlar. Im Zuge des dortigen Kirchenneubaus wurde sie nach Niederbiel verkauft und von Dreuth seitenspielig umgebaut, worüber eine Notiz auf der Rückseite des Notenhalters informiert: „Im Jahre 1763 habe ich, Johann Friedrich Dreuth von Griedel bei Butzbach diese Orgel allhier im Oktober und das Klavier auf die Seite gemacht, welche bisher im Spital zu Wetzlar gestanden hat“.
Der Prospekt in brauner Marmorierung ist fünfachsig gegliedert. Der überhöhte Mittelturm ist flachspitz und wird von zwei niedrigen und außen zwei hohen Flachfeldern flankiert. Die Pfeifenfelder, der Gehäuseaufbau und die seitlichen Blindflügel haben vergoldetes, durchbrochenes Akanthuswerk. Das Untergehäuse hat Füllungen mit vergoldeten Profilen und ist in eine hölzerne Wand eingebaut.
Die Gemeinde schaffte 1949 ein elektrisches Gebläse an. Im Jahr 1961 folgte eine Renovierung durch Orgelbau Hardt, die einem Neubau gleichkam. Nach dieser Maßnahme besaß die Orgel nur noch sechs Register. Während der Renovierungsarbeiten in der Kirche in den Jahren 1967–1968 wurde die Orgel in einer Privatwohnung ausgelagert und beim Wiedereinbau einen halben Meter abgesenkt, um den Prospekt vom Kirchenschiff aus vorteilhafter ins Blickfeld zu rücken. Anlässlich einer weiteren Kirchenrenovierung in den Jahren 1991–1992 reinigte die Licher Firma Förster & Nicolaus das Instrument und ergänzte zwei zusätzliche Register. Die Disposition mit acht Registern lautet seitdem wie folgt:
| I Hauptwerk C–g3 |       |
| Gedackt B/D      | 8′    |
| Gamba            | 8′    |
| Principal        | 4′    |
| Flöte            | 4′    |
| Octave           | 2′    |
| Sesquialtera II  |       |
| Mixtur           | 1 ⁄3′ |

| Pedal C–f1 |     |
| Subbass    | 16′ |

- Koppeln: I/P

## Kirchengemeinde
Die Kirchengemeinde gehört zum Evangelischen Kirchenkreis an Lahn und Dill in der Evangelischen Kirche im Rheinland. Sie umfasst etwa 1300 Mitglieder und ist biblisch und missionarisch geprägt. Kennzeichnend für die Gemeinde ist die große Zahl von ehrenamtlichen Mitarbeitern. Ein Jugendreferent ist für Kinder- und Jugendarbeit hauptamtlich angestellt.
Auf der anderen Straßenseite steht für gemeindliche Veranstaltungen ein Gemeindehaus mit großem Saal und Bühne, Jugend-, Seminar- und Wirtschaftsräumen zur Verfügung.